# Danh sách Liên minh Tên Nghệ sĩ

Mục nhập mẫu, cho Mark Rothko, màn hình 1

Bản ghi mẫu ULAN, tiếp tục choMark Rothko.

Danh sách Liên minh Tên Nghệ sĩ, tiếng Anh: Union List of Artist Names (ULAN) là một cơ sở dữ liệu trực tuyến miễn phí của Viện Nghiên cứu Getty sử dụng một từ vựng được kiểm soát, đến năm 2018 có hơn 300.000 nghệ sĩ và hơn 720.000 tên của họ, cũng như thông tin khác về các nghệ sĩ. Trên trong ULAN có thể bao gồm tên khai sinh, bút danh, cách viết biến thể, tên trong các ngôn ngữ khác. và tên đã thay đổi theo thời gian (ví dụ như: tên đã kết hôn). Trong số những cái tên đó, có thể gắn cờ yêu thích cho tên.
Mặc dù nó được hiển thị dưới dạng một danh sách, nhưng ULAN được cấu trúc như một từ điển đồng nghĩa, tuân thủ các tiêu chuẩn ISO và NISO cho việc xây dựng từ điển đồng nghĩa; nó chứa các mối quan hệ phân cấp, tương đương và liên kết.
Trọng tâm của mỗi bản ghi ULAN là một nghệ sĩ. Trong cơ sở dữ liệu, mỗi bản ghi nghệ sĩ (còn được gọi là một chủ đề) được xác định bởi một ID số duy nhất. Quốc tịch của nghệ sĩ được đưa ra, cũng như địa điểm và ngày sinh và ngày mất (nếu biết). Liên kết với mỗi bản ghi nghệ sĩ là tên, nghệ sĩ liên quan, nguồn dữ liệu và ghi chú. Phạm vi bao phủ theo thời gian của ULAN từ xưa đến hiện tại và phạm vi toàn cầu.
Nghệ sĩ có thể là cá nhân (người) hoặc nhóm cá nhân làm việc cùng nhau (cơ quan doanh nghiệp). Các nghệ sĩ ở ULAN thường đại diện cho những người sáng tạo liên quan đến việc hình thành hoặc sản xuất nghệ thuật thị giác và kiến trúc. Một số nghệ sĩ biểu diễn được bao gồm (nhưng thường không phải là diễn viên, vũ công hoặc nghệ sĩ biểu diễn khác). Các kho lưu trữ và một số nhà tài trợ cũng được được bao gồm.

## Lịch sử
ULAN được bắt đầu phát triển vào năm 1984 bởi J. Paul Getty Trust.